# Grupo Tolmo
El Grupo Tolmo es un conjunto de artistas de Toledo, España, creado en 1971, que sigue activo desde entonces y cuyo nombre fue elegido por sus fundadores abriendo el diccionario al azar.

## Historia
Fue fundado por Paco Rojas, Raimundo de Pablos, Eduardo Sánchez Beato y Luis Pablo Gómez Vidales, a quienes se sumaron luego Gabriel Cruz Marcos, Fernando de Giles Pacheco, Félix Villamor, Julián Jule García Rodríguez y otros que en un momento dado pertenecieron al grupo y que más tarde lo abandonaron, cómo Méndez, Guerrero Montalbán, Mota, Aroldo y Kasué. En el año 2004 se unieron el pintor madrileño Fernando Sordo y Fernando Silva.  
El grupo y su galería desaparece en el año 2010.  
En 1991, para conmemorar los 20 años de su fundación, editó una carpeta de serigrafías “Tolmo 20 años”, estampadas en Cuenca por Javier Cebrián. 
A la vez que se formó el grupo artístico abrieron una galería de arte en la capital castellano-manchega. A ella trajeron a Toledo numerosas exposiciones que mostraban la actualidad del arte nacional e internacional; intentos, todos ellos, de exceder las fronteras provinciales del arte toledano; mostrando en su galería de arte obras de más de 300 artistas nacionales e internacionales de reconocido prestigio internacional: Canogar, Lucio Muñoz, Feito, Semper, Zobel, Gerardo Rueda, Chillida, Alberto Sánchez, Alberto Corazón. Miguel Condé o Valerio Adami.
A su vez, el grupo participa y transporta el nombre de Toledo y su arte en los numerosos eventos artísticos tanto en España, como en el extranjero (ARCO Madrid, FIAC París, ART Basilea, ART Mallorca, ART Miami, etc). Como grupo han celebrado numerosas exposiciones, destacando las celebradas en el Museo de Arte Contemporáneo de Tokio (Japón), en el Stadtturm Galerie de Innsbruck (Austria), en el Centro Cultural Cuartel del Conde-Duque (Madrid) y en el Museo de Santa Cruz de Toledo.

## Citas
"Tolmo es, además de un colectivo, una serie de individuales. Cada uno con una obra personal, desarrollada con autonomía, fieles a su condición de artistas actuales, al mismo tiempo que amantes de su Toledo histórico."
Rafael Canogar en la presentación de la exposición Tolmo 20 años, Madrid, 1991

. 

"El Grupo Tolmo significa el tatuaje de la vanguardia para Toledo."
José Bono